# Coptocercus mutabilis
Coptocercus mutabilis är en skalbaggsart som beskrevs av J. Linsley Gressitt 1959. Coptocercus mutabilis ingår i släktet Coptocercus och familjen långhorningar. Inga underarter finns listade i Catalogue of Life.